# Apanteles nycon
Apanteles nycon är en stekelart som beskrevs av Nixon 1965. Apanteles nycon ingår i släktet Apanteles och familjen bracksteklar. Inga underarter finns listade i Catalogue of Life.